# Пильмарк, Аксель
Аксель Пильмарк (дат. Axel Pilmark; 23 ноября 1925, Копенгаген — 13 июля 2009) — датский футболист, полузащитник.

## Карьера
Аксель Пильмар — один из величайших техничных игроков в истории датского футбола, способный бить по мячу с невероятной точностью. Он играл на позиции крайнего полузащитника и сформировал прочное партнерство с Иваном Йенсеном в национальной сборной Дании. Он дебютировал на международной арене в октябре 1947 года и был частью датской команды, которая завоевала бронзовые медали на летних Олимпийских играх 1948 года в Лондоне. Он оставался в датской команде до 1950 года, пока не подписал профессиональный контракт и был отстранен от участия в любительском датском футболе.
Многие из его товарищей по олимпийской команде 1948 года уже были профессионалами в итальянском футболе, Карл Оге Хансен и Йёрген Лесклю Сёренсен в «Аталанте» и Иван Йенсен в «Болонье», и пытались убедить Пильмарка присоединиться к их команде. В конце концов, он подписал контракт с «Болоньей», воссоздав свой прежний тандем с Иваном Йенсеном. Пас Акселя Пильмарка стал главной силой атаки, создавая шансы для нападающих «красно-синих», и Йенсен позже объявил Пильмарка лучшим полузащитником Серии А в то время. Пильмарк играл в «Болонье» в течение 10 сезонов, сыграв 274 матча за команду в национальном чемпионате.

### Гол за сборную
| Дата        | Место                                                  | Соперник  | Счет | Результат | Турнир            |
| ----------- | ------------------------------------------------------ | --------- | ---- | --------- | ----------------- |
| 28 мая 1950 | Стадион Югославской народной армии, Белград, Югославия | Югославия | 2:1  | 5:1       | Товарищеский матч |

## Достижения
- Бронзовый призёр летних Олимпийских игр: 1948[7]